# Alexandre-Jacques Chantron
Pour les articles homonymes, voir Chantron.
Alexandre-Jacques Chantron, né à Nantes le 28 janvier 1842 et mort dans la même ville le 3 janvier 1918, est un peintre, pastelliste et photographe français.

## Biographie
Né le 28 janvier 1842 à Nantes, Alexandre-Jacques Chantron est l'élève de François-Édouard Picot, William Bouguereau et Tony Robert-Fleury à l'École des beaux-arts de Paris. Ses premiers travaux se composent principalement de portraits et de natures mortes. Plus tard, il peint des nus dans la lignée de Bouguereau, un thème qu'il continua à développer tout en expérimentant le nouveau médium de la photographie.
Il participe une première fois au Salon des artistes français en 1877 avec un sujet religieux et y obtint une mention honorable en 1893. Il présente Fleurs de printemps au Salon de 1895 avant d'obtenir d'abord une médaille de 3e classe en 1899, puis une médaille de 2e classe en 1902 pour sa peinture Feuilles Mortes !, une composition aux accents symbolistes,.
Alexandre-Jacques Chantron meurt le 3 janvier 1918 à Nantes, ville où il avait exercé presque toute sa vie.

## Œuvres dans les collections publiques
- Calais, musée des Beaux-Arts : Le Papillon.
- Laval, musée d'Art naïf et d'Arts singuliers : Madeleine[5].
- Le Havre, musée d'Art moderne André Malraux : Le Repos du modèle, 1889.
- Le Mans, musée de Tessé : Baigneuses[6].
- Nantes, musée d'Arts :
  - Chrysanthèmes
  - Poissons, 1871 ;
  - Le Repos, 1886 ;
  - Feuilles mortes !, 1902.
- Rennes, musée des Beaux-Arts : Danaé, 1891, 173 × 116,5 cm[7].
- Saint-Brieuc, musée d'Art et d'Histoire : Le Clown dit aussi Après la leçon, Salon de 1884[8].

Œuvres d'Alexandre-Jacques Chantron
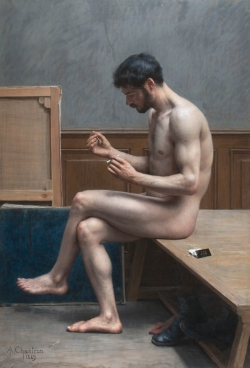
Le Repos du modèle (1889), pastel, Le Havre, musée d'Art moderne André Malraux.
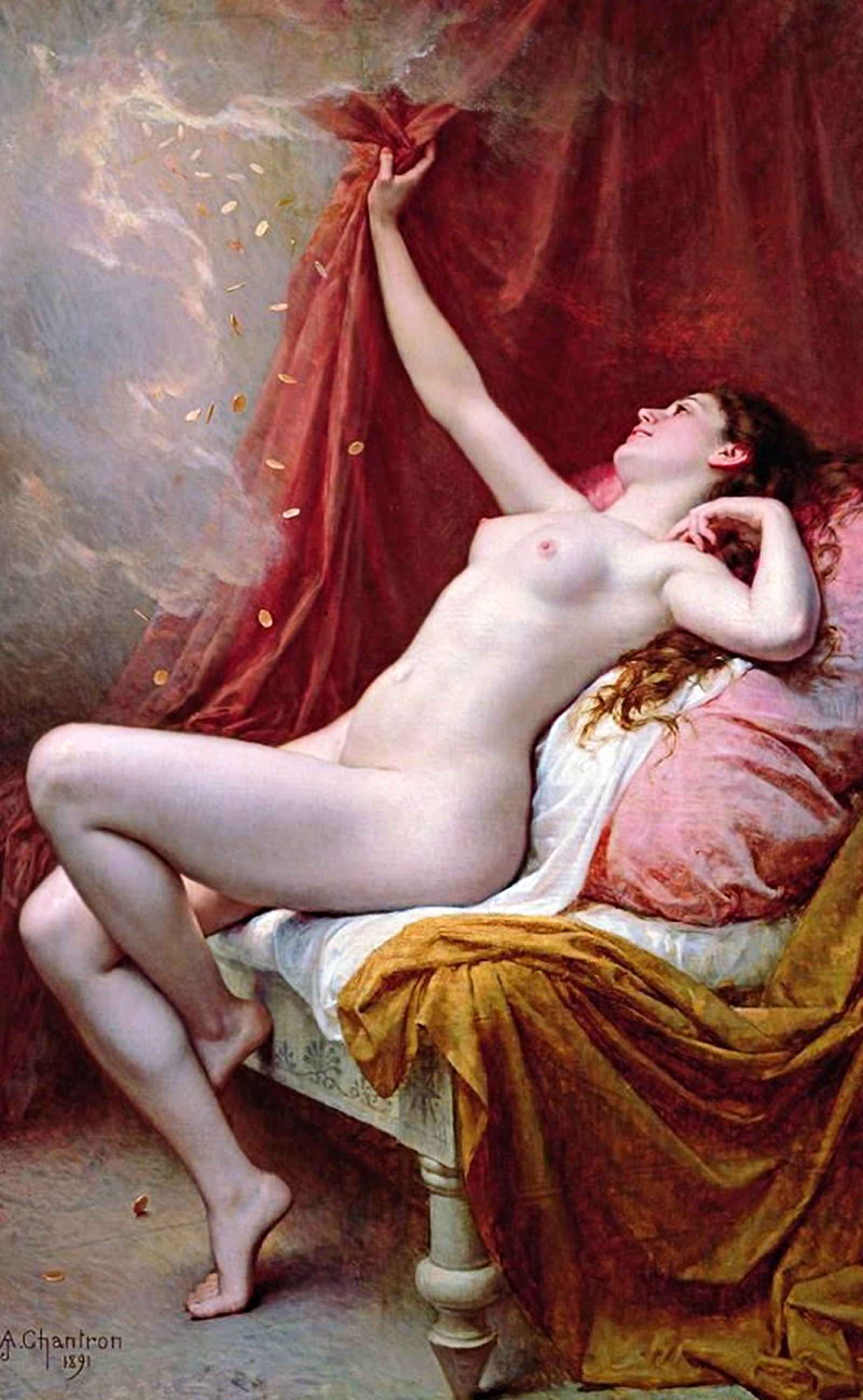
Danaé (1891), 173 × 116,5 cm, musée des Beaux-Arts de Rennes.
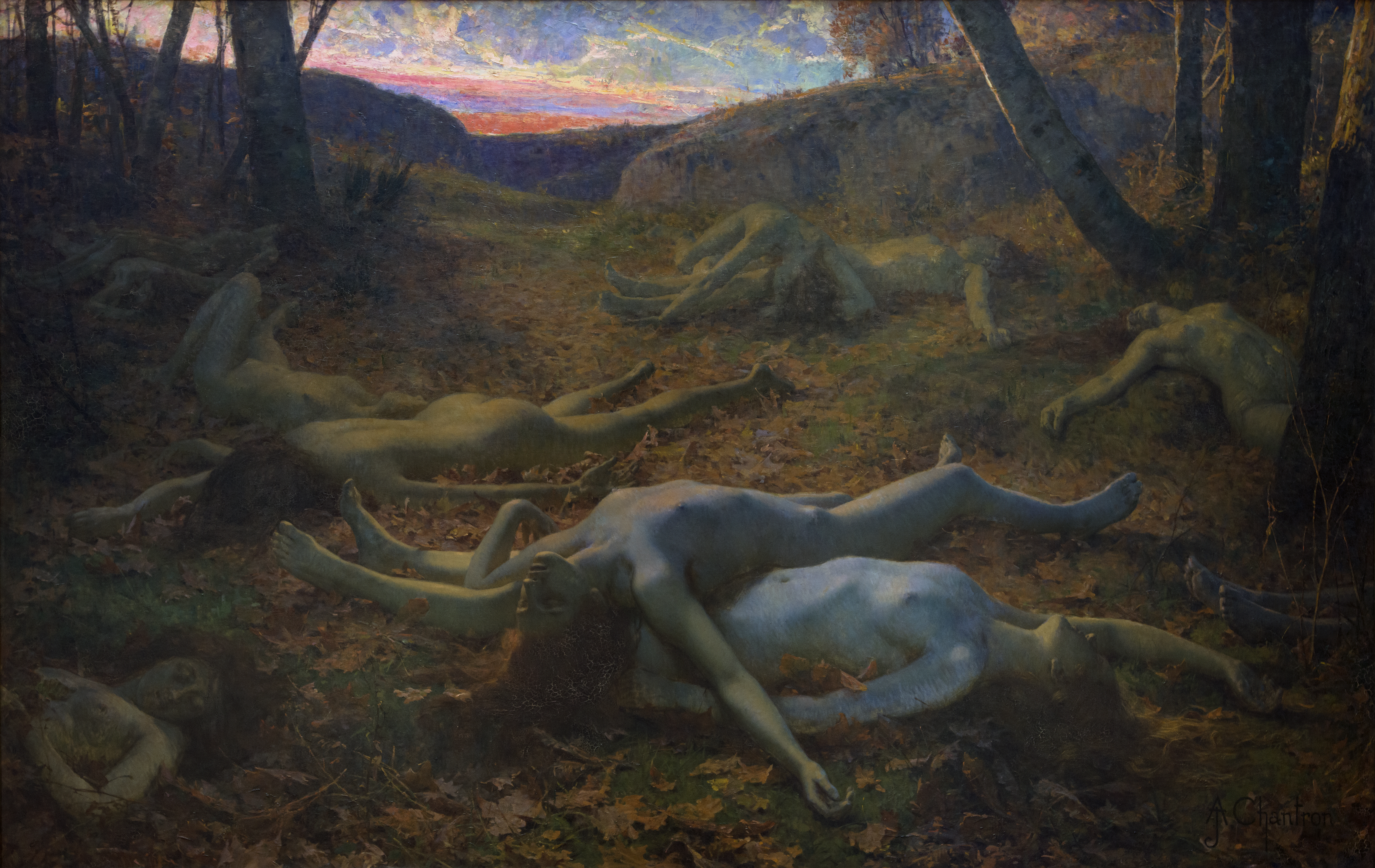
Feuilles mortes ! (1902), musée d'Arts de Nantes.

## Œuvres de ou attribuées à Alexandre-Jacques Chantron

Dessins
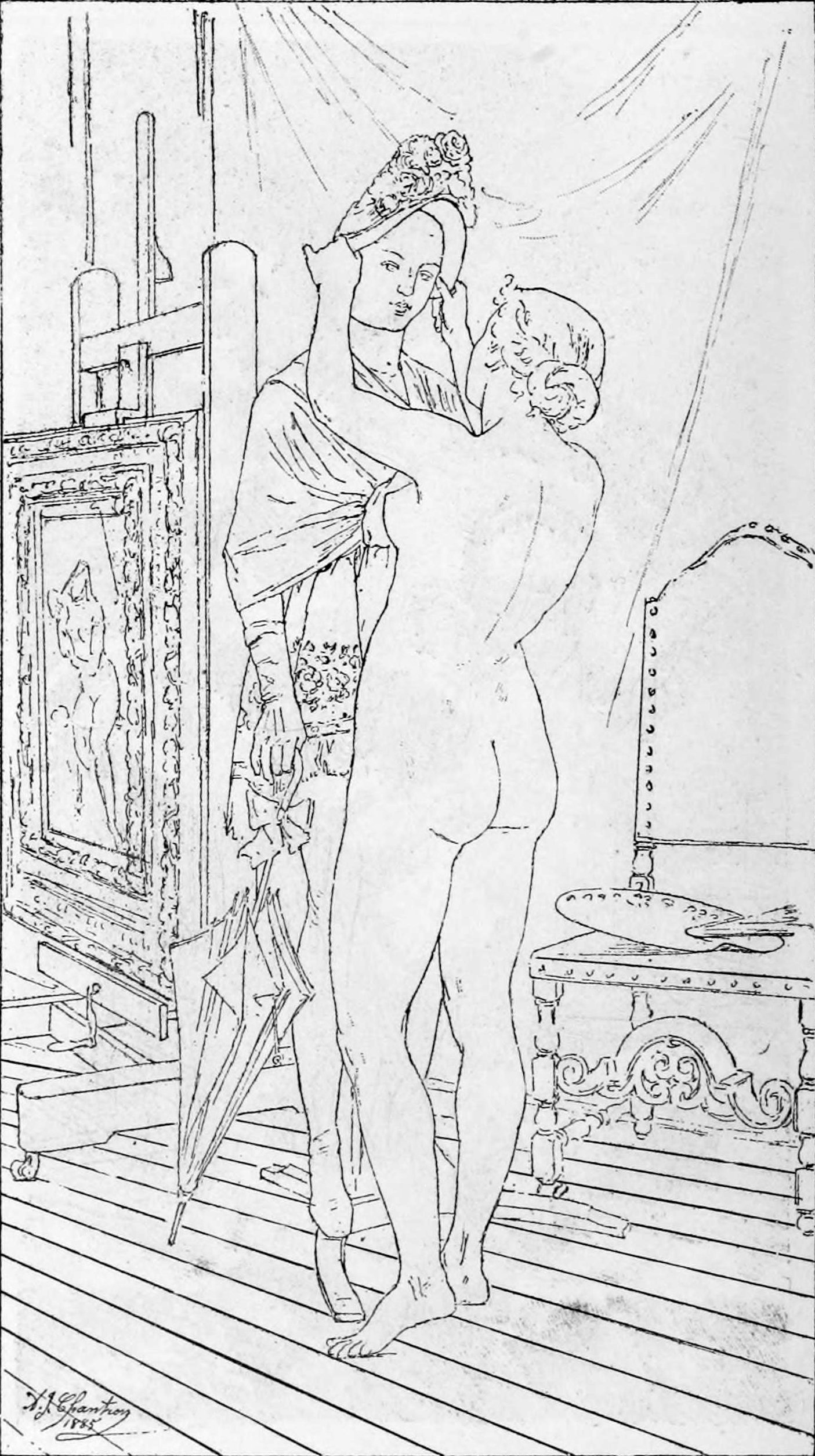
La Toilette du mannequin (1885), localisation inconnue.
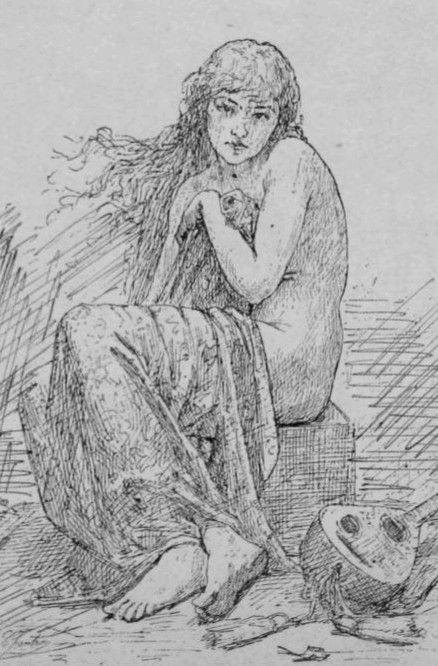
La Cigale (Salon de 1885), localisation inconnue.
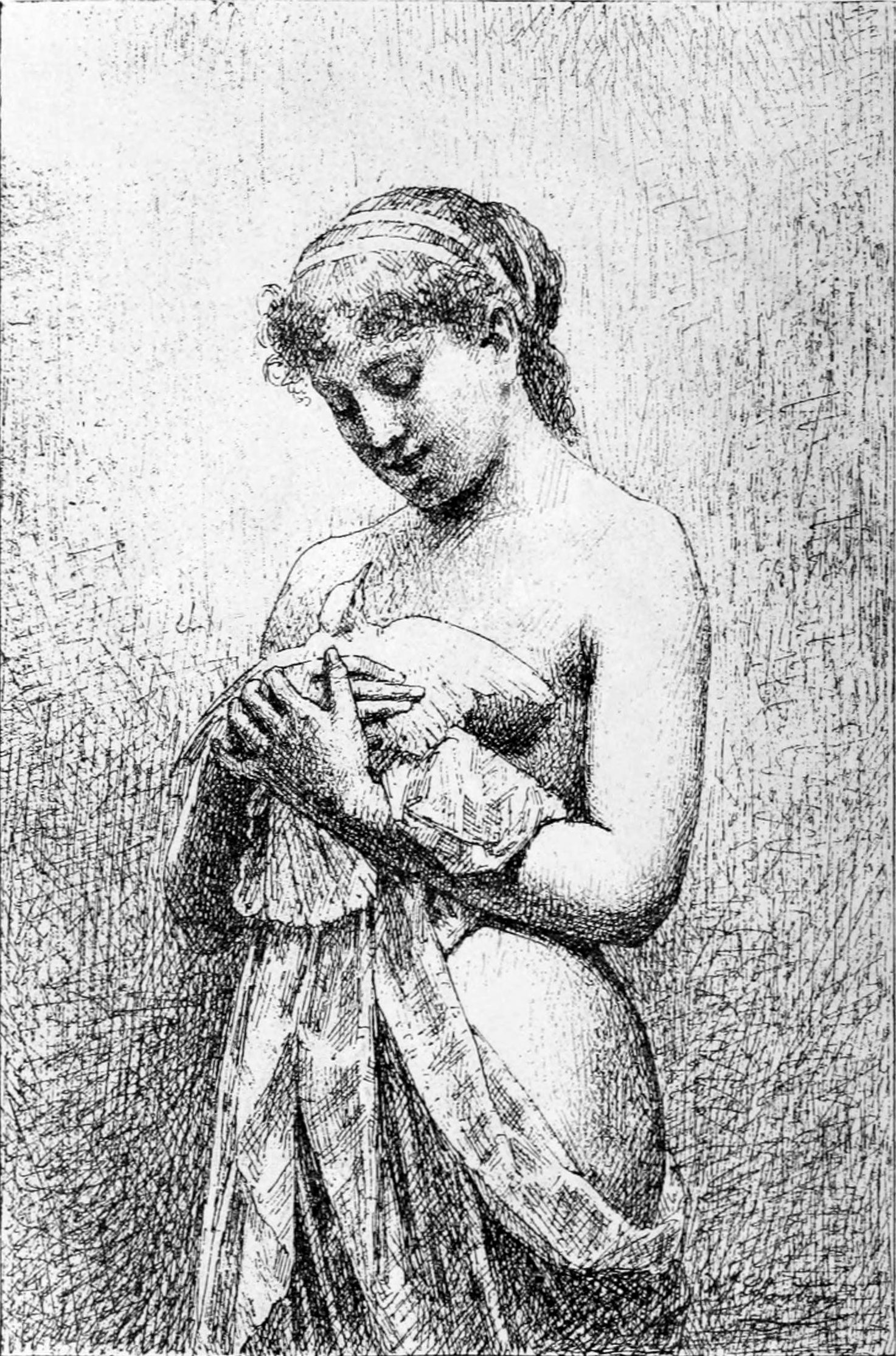
Jeune fille à la colombe (Salon de 1886), localisation inconnue.
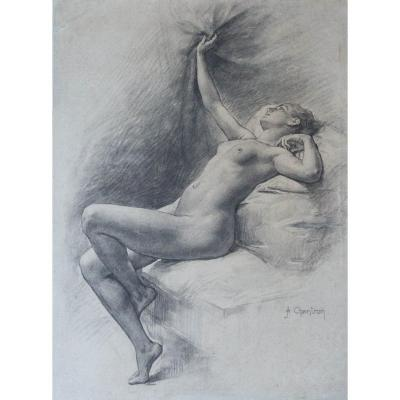
Étude pour Danaé (1891), localisation inconnue.

Pastels
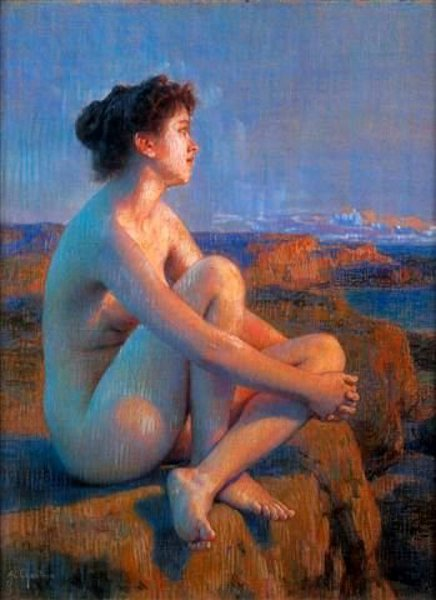
Rêverie, localisation inconnue.
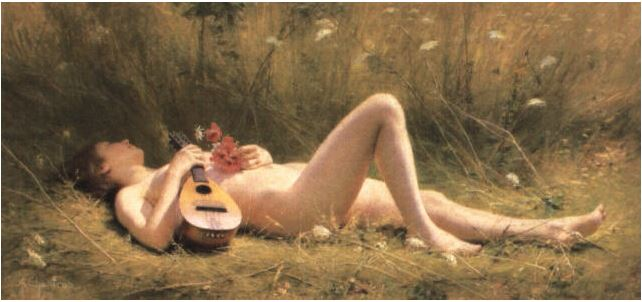
La Cigale ou Rêve d'été, localisation inconnue.
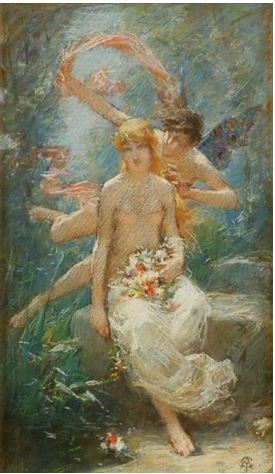
Psyché et Cupidon, localisation inconnue.
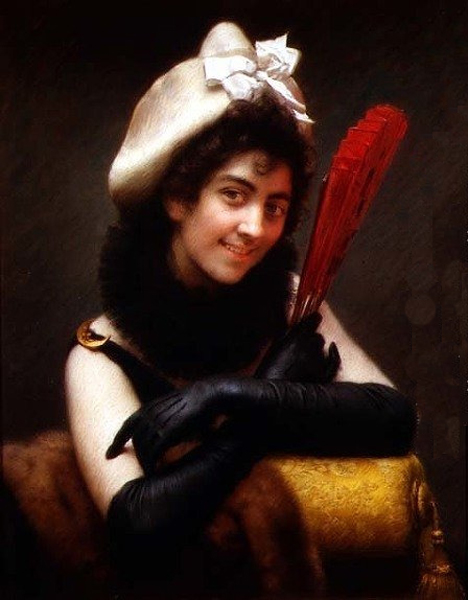
La Coquette, localisation inconnue.
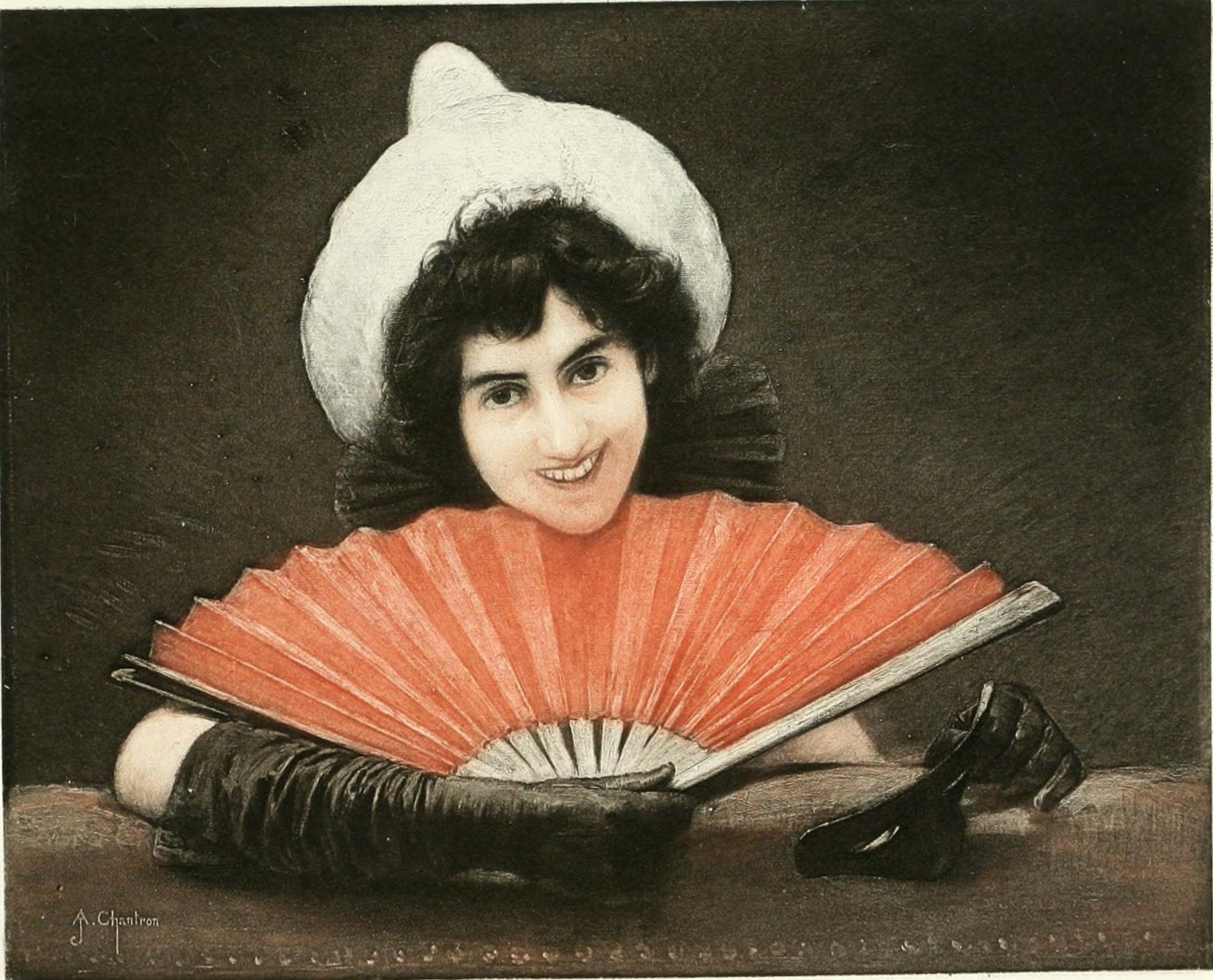
Pierrette (Salon de 1894), localisation inconnue.

Paysages
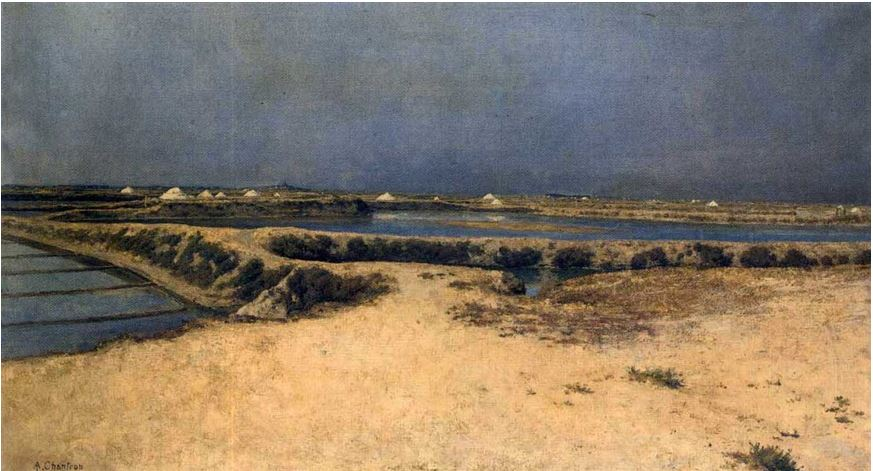
Les Marais salants (1885), localisation inconnue.
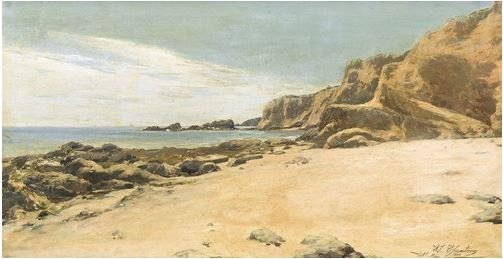
Saint-Marc-sur-Mer (1887), localisation inconnue.
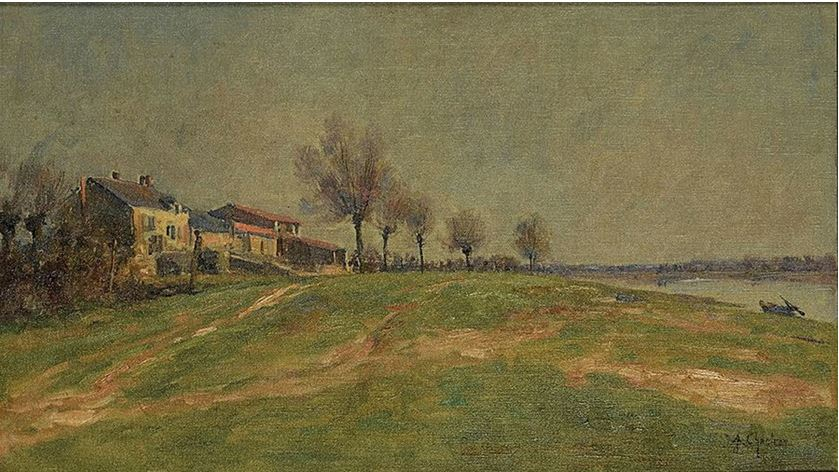
Bellevue, Sainte-Luce-sur-Loire (1902), localisation inconnue.
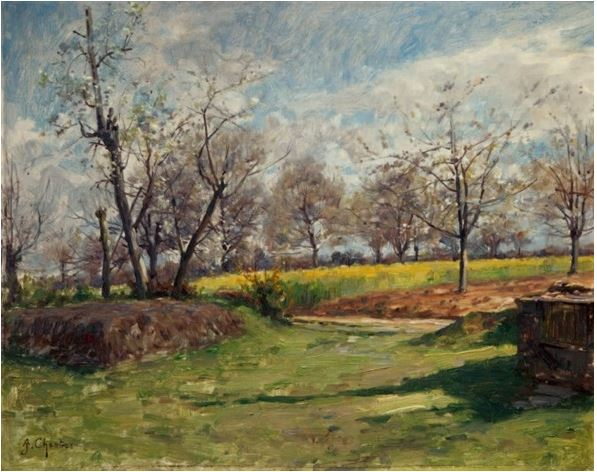
Le Printemps, localisation inconnue.

Natures mortes
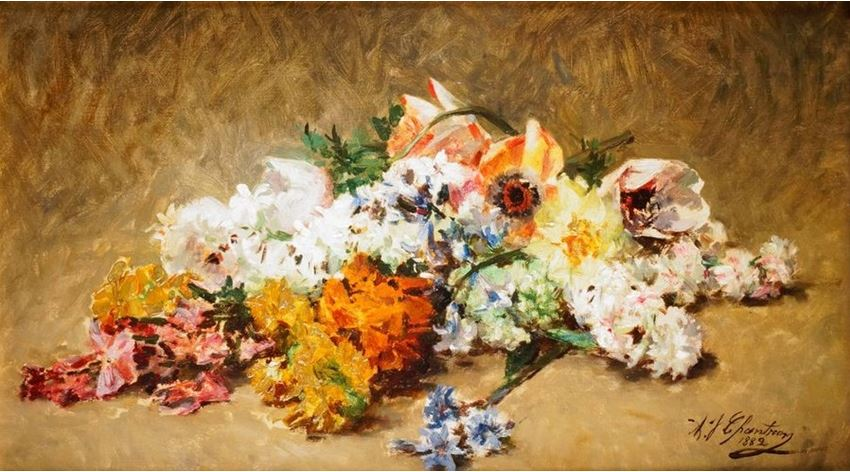
Jeté de fleurs (1882), localisation inconnue.
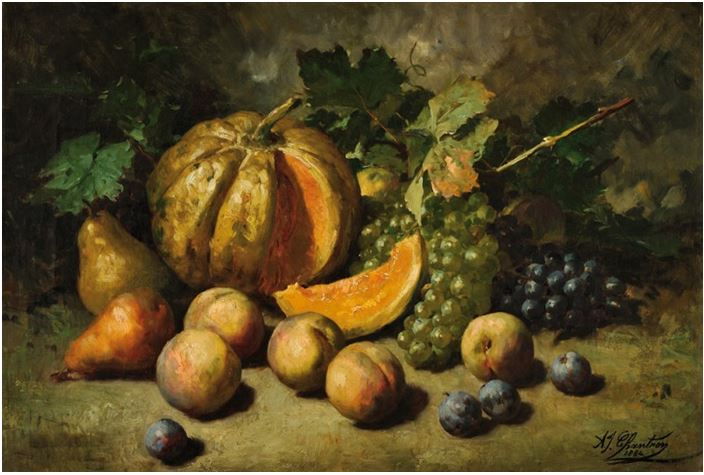
Nature morte (1884), localisation inconnue.
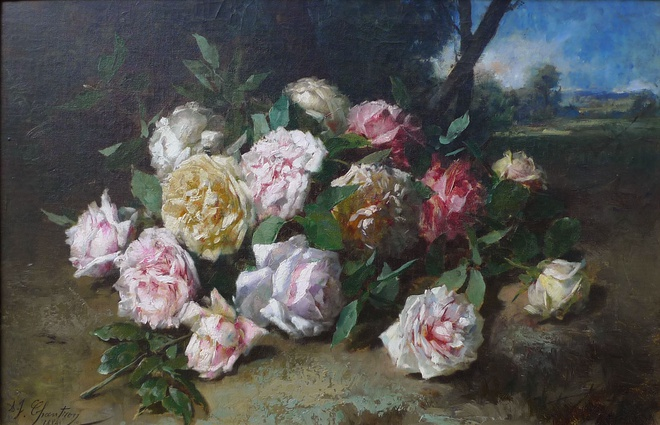
Nature morte de roses, localisation inconnue.
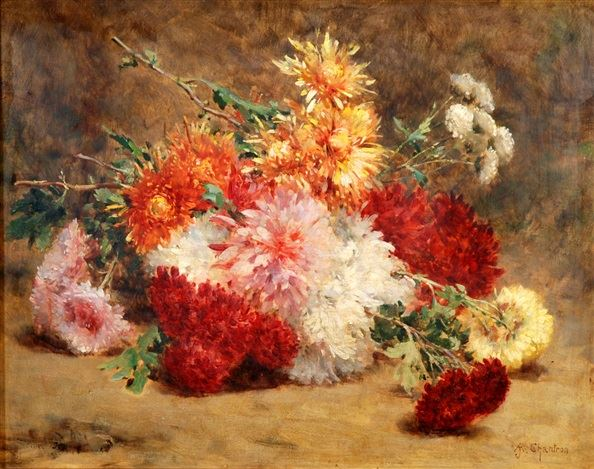
Fiori, localisation inconnue.

Figures
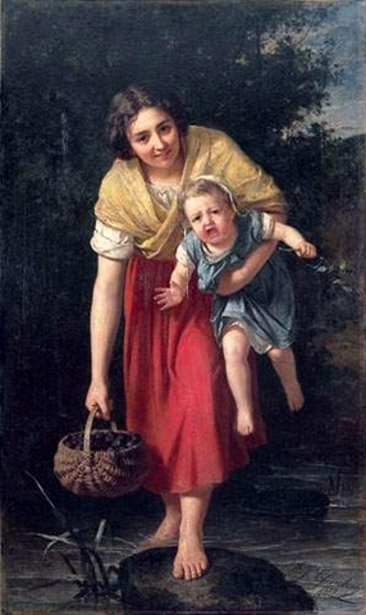
Jeune mère et son enfant (1879), localisation inconnue.
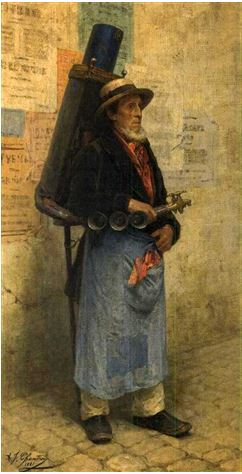
Le Marchand de coco (1881), localisation inconnue.
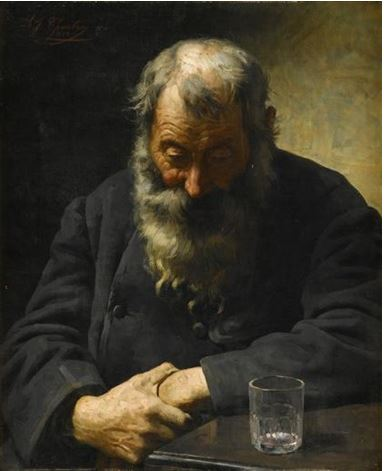
Le Verre vide (1882), localisation inconnue.
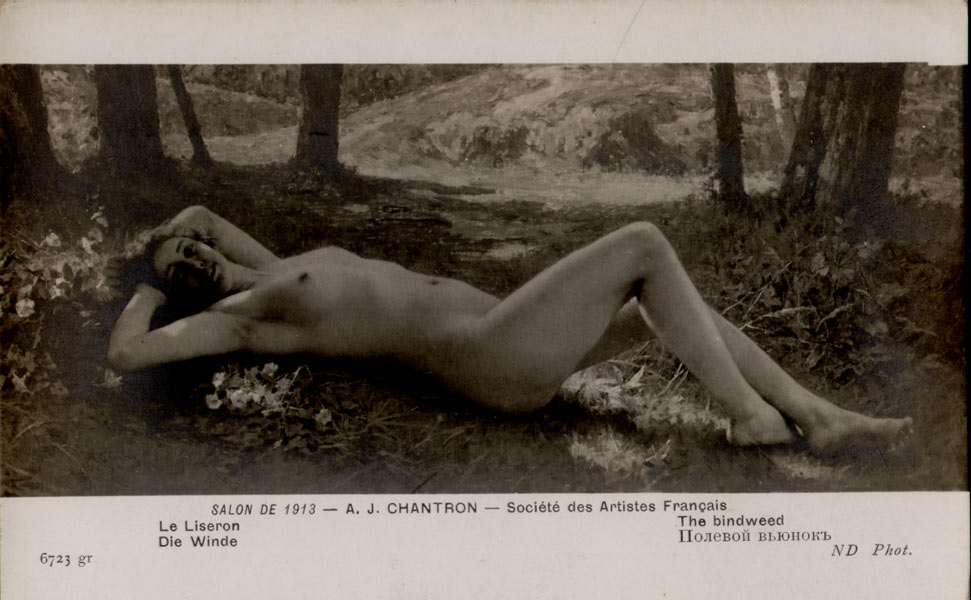
Le Liseron (Salon des artistes français de 1913), localisation inconnue.
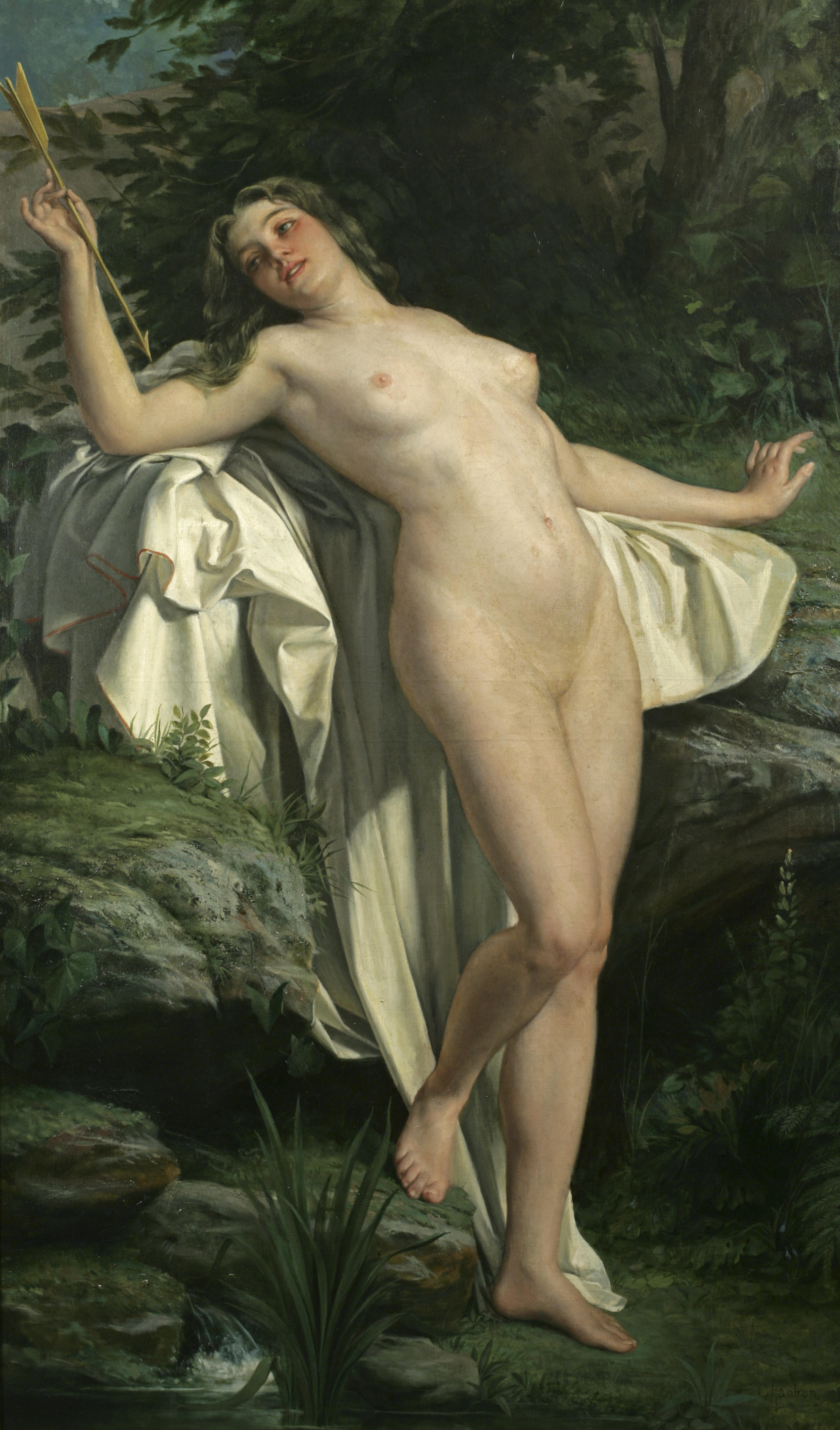
Diane au bain, localisation inconnue.
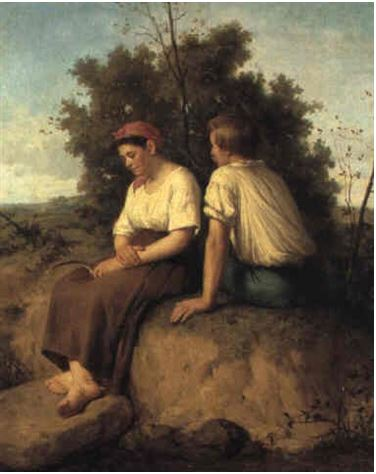
Couple dans paysage, localisation inconnue.
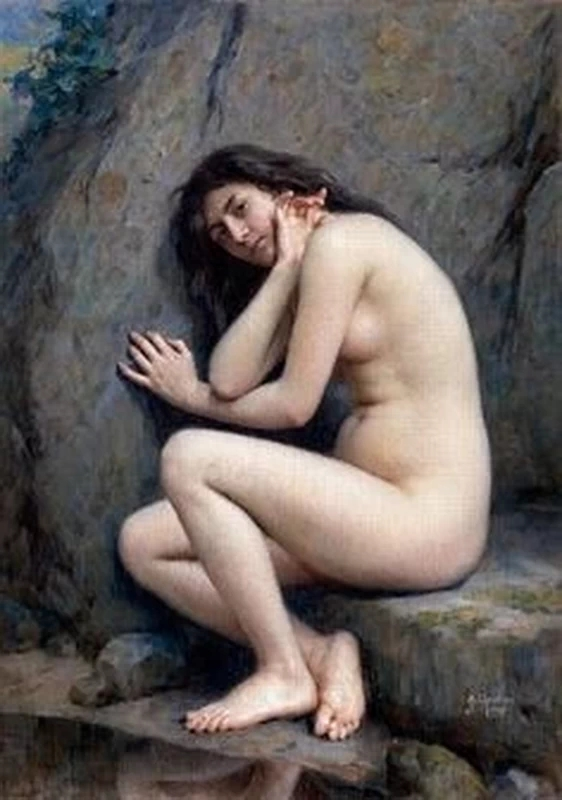
Surprise, localisation inconnue.
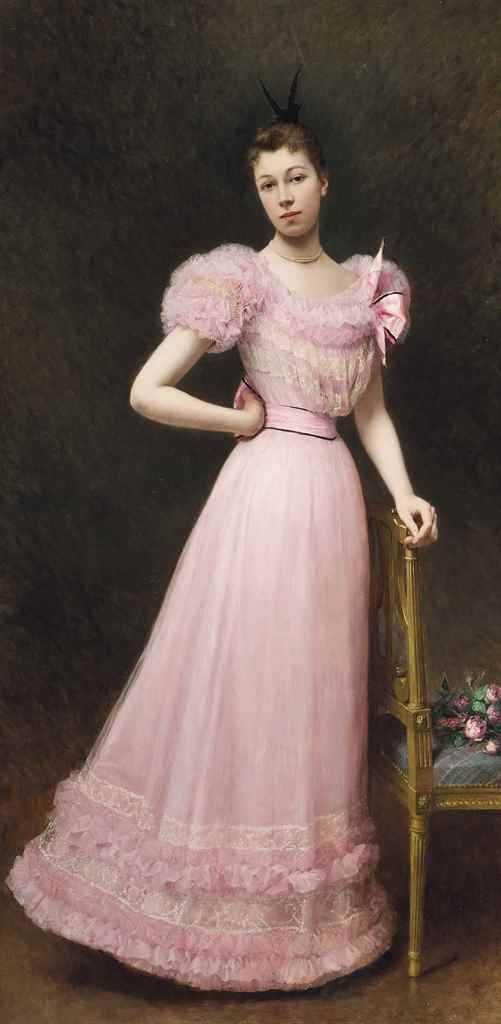
La Robe rose ou Avant le bal, localisation inconnue.
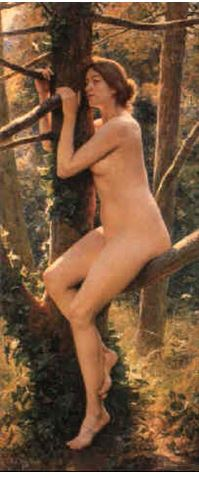
Le Lierre, localisation inconnue.
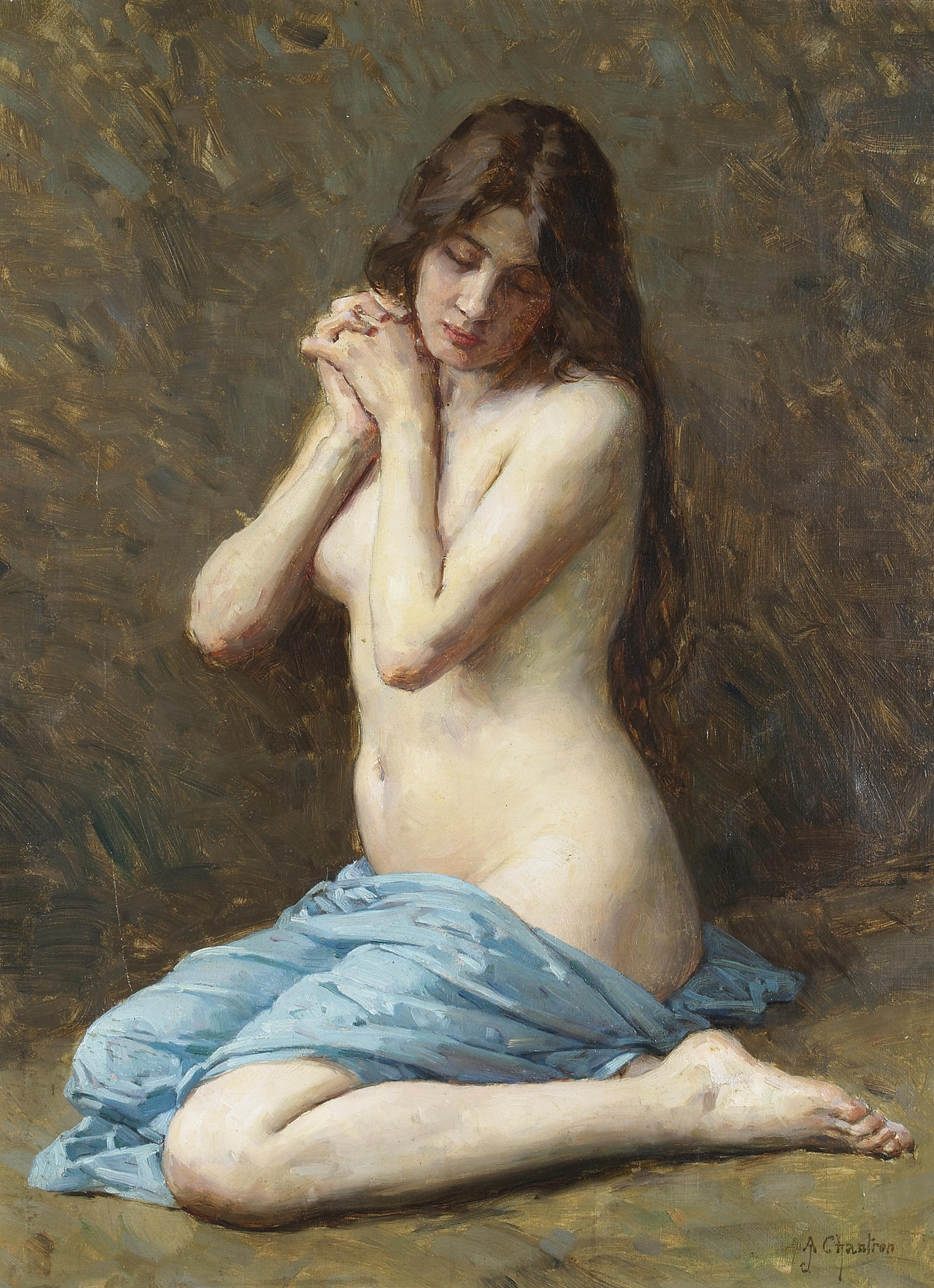
Nu assis au drap bleu, localisation inconnue.
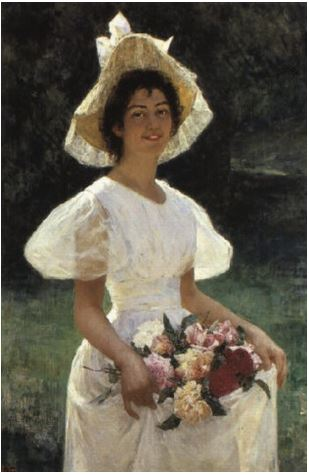
Une Jeune femme aux roses, localisation inconnue.
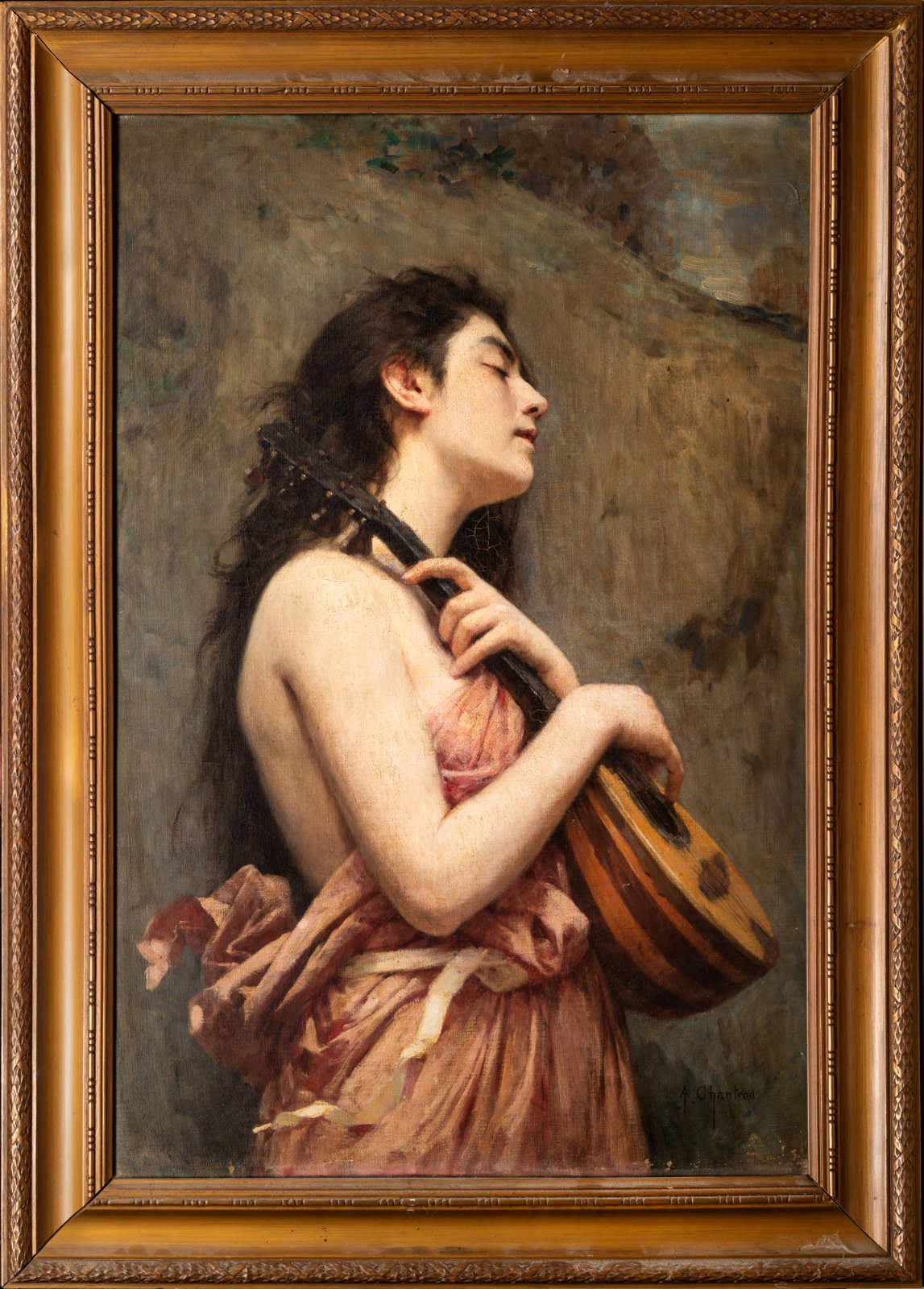
Joueuse de Mandoline, 91 × 60 cm, localisation inconnue.

## Élèves
- Jules Édouard Roiné
- Maurice Chabas (1862-1947)[9].